# Michail Mjasnikovič
Michail Vladimirovič Mjasnikovič (rusky Михаил Владимирович Мясникович, bělorusky Міхаіл Уладзіміравіч Мясніковіч, * 6. května 1950 Novyj Snov u Ňasviže v Minské oblasti) je předsedou Kolegia Eurasijské ekonomické komise. Tento běloruský ekonom a politik byl premiérem Běloruska od prosince 2010 do prosince 2014, kdy jej běloruský prezident Alexandr Lukašenko nahradil Andrejem Kobjakovem.
Vystudoval inženýrsko-stavební institut v Brestu (1972). Po dokončení studií působil jako inženýr a později ve vedoucích funkcích v podnicích Minskprojekt, Minskvodokanal a v Podniku veřejných služeb města Minsk.

## Politická kariéra
V 80. letech se zapojil do komunální politiky v Minsku, stal se místopředsedou městského výboru. Byl tajemníkem městského výboru komunistické strany.
V roce 1986 byl jmenován ministrem bydlení a komunálních služeb Běloruské SSR, od roku 1990 byl místopředsedou vlády a předsedou státního výboru pro hospodářství a plánování. V roce 1989 absolvoval Vysokou stranickou školu v Minsku.
V letech 1995 až 2001 působil jako vedoucí prezidentské kanceláře prezidenta Alexandra Lukašenka, poté byl členem Rady ministrů Běloruska.
28. prosince 2010 ho jmenoval prezident Lukašenko předsedou vlády.
Od roku 2015 do roku 2019 byl předsedou horní komory běloruského parlamentu, tzv. Rady republik Národního shromáždění.
Od 1. února 2020 je předsedou Kolegia Eurasijské ekonomické komise.

## Akademická kariéra
V akademické sféře se věnoval ekonomickým tématům ekonomiky trhu, strukturálních reforem a mezinárodní spolupráce. Je akademikem, od 19. října 2001 byl předsedou prezidia Národní akademie věd Běloruska. V roce 2003 obdržel titul profesora a v roce 2008 čestný doktorát na Petrohradské státní univerzitě ekonomie a financí.
Je nositelem řady běloruských vyznamenání a ruského Řádu přátelství.